# Einar Hedegart
Einar Hedegart (8 novembre 2001) è un biatleta e fondista norvegese.

## Biografia
Einar Hedegart, attivo nello sci di fondo dal marzo del 2018 e nel biathlon dalla stagione 2022-2023, ai Mondiali juniores di biathlon di Šchuchinsk 2023 ha vinto la medaglia d'oro nella staffetta e quella d'argento nell'inseguimento e nell'individuale; ha esordito nella Coppa del Mondo di biathlon il 16 marzo dello stesso anno a Oslo in sprint (28º) e nella Coppa del Mondo di sci di fondo il 16 dicembre 2024 a Lillehammer in una 10 km TL (8º). Ha conquistato il primo podio nella Coppa del Mondo di sci di fondo il 16 marzo 2025 nella 10 km TL disputata a Oslo (2º), alla sua seconda gara nel circuito; non ha preso parte a rassegne olimpiche o iridate, né nel biathlon né nello sci di fondo.

## Palmarès

### Biathlon

#### Mondiali juniores
- 3 medaglie:
  - 1 oro (staffetta a Šchuchinsk 2023)
  - 2 argenti (inseguimento, individuale a Šchuchinsk 2023)

#### Coppa del Mondo
- Miglior piazzamento in classifica generale: 81ª nel 2023

### Sci di fondo

#### Coppa del Mondo
- Miglior piazzamento in classifica generale: 92ª nel 2025
- 1 podio (individuale):
  - 1 secondo posto